# Schwenckfeldina ponderosa
Schwenckfeldina ponderosa är en tvåvingeart som först beskrevs av Walker 1864.  Schwenckfeldina ponderosa ingår i släktet Schwenckfeldina och familjen sorgmyggor. Inga underarter finns listade i Catalogue of Life.